# Кригер, Иоганн
Иоганн Кригер (нем. Johann Krieger, также Krüger; 28 декабря 1652, Нюрнберг — 18 июля 1735, Циттау) — немецкий композитор и органист эпохи барокко, младший брат Иоганна Филиппа Кригера. Родился в Нюрнберге, работал в Байройте, Цайце и Грайце, пока не поселился в Циттау.
Клавесинная музыка Кригера ставит его наравне с наиболее значимыми немецкими композиторами своего времени. Два опубликованных сборника (Sechs musicalische Partien (1697) и Anmuthige Clavier-Übung (1698)) содержат клавесинные сюиты, органные токкаты, фуги, ричеркары и другие работы. Современники хвалили его за контрапунктическое мастерство, о чём свидетельствуют дошедшие до нас фуги и ричеркары. Известно, что его произведения высоко ценил Георг Фридрих Гендель. Более сотни произведений, однако, были утрачены при пожаре Циттау в 1757 году во время Семилетней войны.

## Биография
Иоганн Кригер и его старший брат Иоганн Филипп происходят из нюрнбергской семьи ткачей. Иоганн учился с Генрихом Швеммером (учителем Иоганна Пахельбеля) в Церкви Святого Себальда и в течение нескольких лет пел в хоре. В 1661-1668 годах Кригер учился игре на клавесине с Георгом Каспаром Веккером. 
Становление его старшего брата отличалось: Иоганн Филипп обучался у ученика Фробергера, Иоганна Дрекселя. Тем не менее, в течение 10 лет с 1668 года жизнь двух братьев шла одной и той же дорогой. В 1671 оба изучали композиторское искусство в Цайце. В 1672 Филипп переехал в Байройт и стал там придворным органистом, после чего очень быстро дослужился до должности капельмейстера, а в 1677 получил должность придворного в Галле,а далее стал камерным музыкантом в Цайце (примерно 30 км. от Галле) Кригер пошёл по его стопам, тоже став там придворным органистом. 
После смерти графа Генриха I Грайца в 1680 году, Иоганн немногим менее двух лет работал капельмейстером в Эйзенберге, после чего переехал дальше на восток, в Циттау, и там стал руководить музыкальным хором и органной музыкой в церкви Святого Иоганна. Он занимал этот пост 53 года до самой своей смерти. Положение в Циттау, видимо, весьма подходило ему - церковь стояла в центре города и являлась одной из важнейших: в ней было несколько органов, что давало широкие возможности для творчества. В Циттау не было оперы, но его музыкальные постановки исполнялись учащимися гимназий города. Вскоре, после получения места в Циттау, он начинает публиковать свои произведения. Первым стало «Neue musicalische Ergetzligkeit» - большое собрание арий и песен, написанных под 1-4 голоса, изданное в 1684 году во Франкфурте и Лейпциге. Собрания для клавесина «Sechs musicalische Partien» и «Anmuthige Clavier-Übung» последовали более чем через 10 лет, в 1697 и 1698 годах соответственно, оба отпечатаны в Нюрнберге.
Кригер умер 18 июля 1735 на 83 году жизни. Согласно Йоханну Маттэзону, «Grundlage einer Ehren-Pforte» остаётся основным источником биографических подробностей Кригера, композитор был активен до самого конца своей жизни и 17 июля, за день до своей смерти, всё ещё выступал. Он пережил своего брата примерно на 10 лет: Филипп умер в 1725 году, проведя 45 лет жизни в Вайсенфельсе, городе в центральной Германии, недалеко от мест, где братья работали, когда были молодыми. Город Циттау был уничтожен в 1757 году во время военных действий в ходе Семилетней войны, церковь Святого Иоганна также не сохранилась. Среди многочисленных работ были утрачены и музыкальные постановки Кригера. Творчество его старшего брата тоже пострадало: из примерно 2000 кантат Иоганна Филиппа уцелело лишь 76.

## Перечень работ

### Вокальные

#### Кантаты
Все для четырёх голосов с инструментальным сопровождением, если не указано иное.
- 1686: Confitebor tibi Domine
- 1687: Danket dem Herrn
- 1688: Danksaget dem Vater
- Der Herr ist mein Licht, 2vv
- 1687: Dies ist der Tag
- 1690: Dominus illuminatio mea, 1v
- до 1717: Frohlocket Gott in allen Landen
- 1698: Gelobet sey der Herr
- Gott ist unser Zuversicht
- 1685: Halleluja, lobet den Herrn
- 1717: Nun dancket alle Gott
- Rühmet den Herrn
- 1717: Sulamith, auf, auf zum Waffen, 5vv
- Zion jaucht mit Freuden, 1v

#### Песнопения
- 1717: Also hat Gott die Welt geliebet
- 1717: Delectare in Domino
- 1717: Ihr Feinde weichet weg
- In te Domine speravi, 1v
- Laudate Dominum omnes gentes, 5vv
- Laudate pueri Dominum, 3vv

#### Части мессы
- 2 Magnificats, 4vv
- 5 Sanctus movements, 2–4vv

#### Песни и арии
- Neue musicalische Ergetzligkeit, das ist Unterschiedene Erfindungen welche Herr Christian Weise, in Zittau von geistlichen Andachten, Politischen Tugend-Liedern und Theatralischen Sachen bishero gesetzet hat (Франкфурт и Лейпциг, 1684)
  - Part 1: 30 sacred songs
  - Part 2: 34 secular songs
  - Part 3: arias from Singspiels
- 19 отдельных песен, опубликованы индивидуально между 1684 и 1697, и по крайней мере одна другая песня

#### Сценические постановки
Все эти работы утрачены, но несколько арий и инструментальных частей опубликовано в «Neue musicalische Ergetzligkeit».
- 1682: Jakobs doppelte Heirat
- 1683: Der verfolgte David
- 1683: Die sicilianische Argenis
- 1683: Von der verkehrten Welt (Lustspiel)
- 1684: Nebucadnezar
- 1684: Der schwedische Regner
- 1684: Der politische Quacksalber
- 1684: Die vierte Monarchie
- 1688: Der Amandus-Tag
- 1717: Friedrich der Weise
- 1721: Die vormahlige zittauische Kirchen Reformation (Dramate)

### Клавесин
- Sechs musicalische Partien (Nuremberg, 1697): фантазия и шесть клавесинных сюит
- Anmuthige Clavier-Übung (Nuremberg, 1698): 9 прелюдий, 5 ричеркар, 7 фугу, 2 токкат, 1 фантазия, 1 чакона
- Отдельные разные места в рукописях: хоральная партия «Herr Christ der einig Gottes Sohn», хоральная партия «In dich hab ich gehoffet, Herr», и другие хоральные постановки, фугу, фантазии, 1 пассакалья, 1 батталья, 1 durezze и другие работы